# غيوم متألقة ليلا

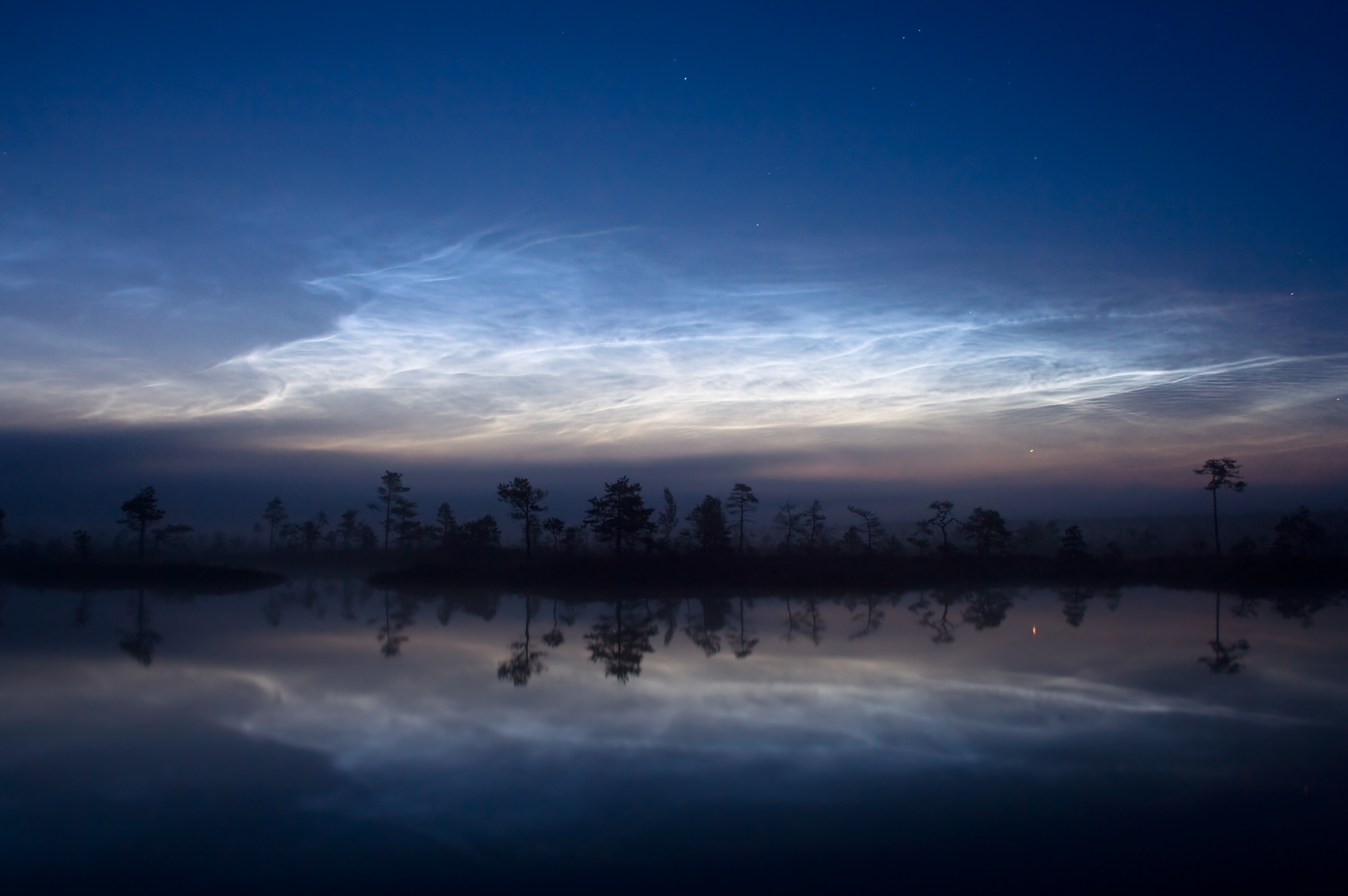
غيوم متألقة بجنوب إستونيا

غيوم متألقة ليلا  أو السحاب ليلي السطوع وهي غيوم تشبه غيوم السمحاق، ذات لون فضي أو وردي، وأحيانا برتقالي إلى أحمر، وتشاهد هذه الغيوم بوضوح في سماء الليالي المظلمة، وتشير الدراسات إلى أن هذه الغيوم تتركب إما من جزيئات دقيقة من الغبار الكوني، أو من جزيئات دقيقة من الجليد، ومن النادر وؤية هذه الغيوم، ذلك انه لا يمكن مشاهدتها سوى في الأجزاء الشمالية من العروض الوسطى في نصف الكرة الشمالي في فصل الصيف عندما تكون الشمس قد هبطت تحت الأفق بمقدار 5-15 درجة، وتدل القياسات إلى أن ارتفاع هذه الغيوم يتراوح بين 50-80 كم عن سطح الأرض.